# Palazzo Lombardia
Palazzo Lombardia je mrakodrap v italském Miláně. Postaven byl podle návrhu, který vypracovala firma Pei Cobb Freed & Partners. Má 39 podlaží a výšku 163 m. Byl nejvyšším mrakodrapem ve městě, ale i v Itálii. Výstavba probíhala v letech 2006–2010.